# Nguyễn Đức Dũng (tướng Quân đội)
Nguyễn Đức Dũng (sinh ngày 04 tháng 8 năm 1967) là Thiếu tướng Quân đội nhân dân Việt Nam. Ông hiện giữ chức vụ Phó Tư lệnh kiêm Tham mưu trưởng Quân khu 3.

## Tiểu sử
Ông sinh ngày 04/8/1967;
Quê quán xã Đại Bản, huyện An Dương, thành phố Hải Phòng
Nơi ở hiện nay Số 23/6, Khu đô thị ven sông Lạch Tray, phường Vĩnh Niệm, quận Lê Chân, thành phố Hải Phòng
Vào Đảng ngày 15/5/1987, chính thức 15/5/1988
Trình độ học vấn: Cử nhân khoa học quân sự, cao cấp lý luận chính trị..
TÓM TẮT QUÁ TRÌNH CÔNG TÁC
- 9/1985 - 7/1988: học viên đào tạo sĩ quan, Trường Sĩ quan Lục quân 1
- 8/1988 - 3/1996: Công tác tại Đại đội Trinh sát, Phòng Tham mưu, Bộ Chỉ huy Quân sự tỉnh Quảng Ninh, Quân khu 3, qua các chức vụ: Trung đội trưởng; Thượng úy, Phó Đại đội trưởng (từ 4/1991); Đại đội trưởng, Phó Bí thư Chi bộ (từ 4/1993)
- 4/1996 - 8/1997: Trợ lý Ban Quân báo, Phòng Tham mưu, Bộ Chỉ huy Quân sự thành phố Hải Phòng, Quân khu 3
- 9/1997 - 7/2000: Học viên đào tạo dài cấp Trung, Sư đoàn-Chỉ huy Tham mưu, chuyên ngành Trinh sát, Học viện Lục quân
- 8/2000 - 8/2007: Trợ lý Ban Quân báo, Trợ lý Ban Tác huấn (từ 9/2001); Trưởng ban Tác huấn, Ủy viên Đảng ủy Phòng Tham mưu, Bí thư Chi bộ Ban Tác huấn (từ 10/2002), Phòng Tham mưu, Bộ Chỉ huy Quân sự thành phố Hải Phòng, Quân khu 3
- 9/2007 - 2/2010: Chỉ huy trưởng Ban Chỉ huy Quân sự quận Hồng Bàng, Bộ Chỉ huy Quân sự thành phố Hải Phòng, Quân khu 3; Ủy viên Ban Thường vụ Quận ủy Hồng Bàng
- 3/2010 - 2/2011: Phó Trưởng phòng Tác chiến, Bộ Tham mưu, Quân khu 3; Phó Bí thư Chi bộ
- 3/2011 - 5/2012: Phó Sư đoàn trưởng Sư đoàn 350, Quân khu 3; Ủy viên Đảng ủy Sư đoàn. Học viên đào tạo cán bộ Tham mưu chiến dịch, chiến lược, Học viện Quốc phòng (9/2011 - 1/2012)
- 6/2012 - 2/2014: Phó Sư đoàn trưởng Sư đoàn 395, Quân khu 3; Ủy viên Đảng ủy Sư đoàn
- 3/2014 - 11/2019: Phó Chỉ huy trưởng kiêm Tham mưu trưởng, Ủy viên Ban Thường vụ Đảng ủy Quân sự tỉnh; Chỉ huy trưởng Bộ Chỉ huy Quân sự tỉnh (từ 12/2016), Bộ Chỉ huy Quân sự tỉnh Thái Bình, Quân khu 3; Học viên lớp bồi dưỡng kiến thức quốc phòng an ninh đối tượng 1, Học viện Quốc phòng (10/2018 - 11/2018)
- 12/2019 - nay: Phó Tư lệnh Quân khu 3, Ủy viên Đảng ủy Quân khu; Phó Tư lệnh kiêm Tham mưu trưởng Quân khu 3, Ủy viên Ban Thường vụ Đảng ủy Quân khu 3 (từ 9/2020)
- 7/2021: Đại biểu Quốc hội khoá XV.

## Lịch sử thụ phong quân hàm
| Năm thụ phong | 1988     | 1990      | 1993   | 1997     | 2001     | 2006      | 2011   | 12-2019     |
| ------------- | -------- | --------- | ------ | -------- | -------- | --------- | ------ | ----------- |
| Cấp bậc       | Trung úy | Thượng úy | Đại úy | Thiếu tá | Trung tá | Thượng tá | Đại tá | Thiếu tướng |
| Tuổi          | 21       | 23        | 26     | 30       | 34       | 39        | 44     | 52          |